# Okręty podwodne typu Oyashio
Okręty podwodne typu Oyashio – typ japońskich okrętów podwodnych o napędzie diesel-elektrycznym, które zaczęły wchodzić do służby w 1998.

## Historia
Prace nad nowym typem okrętów podwodnych rozpoczęto w Japonii na początku lat 90., z chwilą opracowania nowego sonaru. Urządzenie to montowano nie w dziobie okrętu, jak to było na wcześniejszych jednostkach, ale z boku kadłuba na całej jego długości, dzięki czemu znacznie wzrastały jego możliwości w zakresie wykrywania celów. Nowe wyposażenie sprawiło, że konstruktorzy odeszli od powszechnie używanego kształtu kadłuba zbliżonego do kropli wody na rzecz bardziej symetrycznego układu określanego jako „leaf coil”. Wyciszenie układu napędowego i zapewnienie kadłubowi właściwości stealth osiągnięto dzięki zastosowaniu w konstrukcji warstwy tworzywa pochłaniającego fale dźwiękowe. Dzięki zautomatyzowaniu siłowni i urządzeń pokładowych znacznie ograniczono liczebność załogi. Koszt budowy jednego okrętu wynosi około 500 milionów dolarów.
Budowę pierwszego okrętu typu „Oyashio” (SS-590) rozpoczęto 26 stycznia 1994 roku. Wodowanie okrętu miało miejsce 15 października 1996 roku, wejście do służby – 16 marca 1998 roku.

## Zbudowane okręty
| Okręty podwodne typu Oyashio |                 |                    |                      |                   |
| Nazwa                        | Numer taktyczny | Rozpoczęcie budowy | Wodowanie            | Wejście do służby |
| Oyashio                      | SS-590          | 26 stycznia 1994   | 15 października 1996 | 16 marca 1998     |
| Michishio                    | SS-591          | 16 lutego 1995     | 18 września 1997     | 10 marca 1999     |
| Uzushio                      | SS-592          | 6 marca 1996       | 26 listopada 1998    | 9 marca 2000      |
| Makishio                     | SS-593          | 26 marca 1997      | 22 września 1999     | 29 marca 2001     |
| Isoshio                      | SS-594          | 9 marca 1998       | 27 listopada 2000    | 14 marca 2002     |
| Narushio                     | SS-595          | 2 kwietnia 1999    | 4 października 2001  | 3 marca 2003      |
| Kuroshio                     | SS-596          | 27 marca 2000      | 23 października 2002 | 8 marca 2004      |
| Takashio                     | SS-597          | 30 stycznia 2001   | 1 października 2003  | 9 marca 2005      |
| Yaeshio                      | SS-598          | 15 stycznia 2002   | 4 listopada 2004     | 9 marca 2006      |
| Setoshio                     | SS-599          | 23 stycznia 2003   | 5 października 2005  | 28 lutego 2007    |
| Mochishio                    | SS-600          | 23 lutego 2004     | 6 listopada 2006     | 6 marca 2008      |